# Villiers-sur-Yonne
Villiers-sur-Yonne – miejscowość i gmina we Francji, w regionie Burgundia-Franche-Comté, w departamencie Nièvre.
Według danych na rok 1990 gminę zamieszkiwały 234 osoby, a gęstość zaludnienia wynosiła 15 osób/km² (wśród 2044 gmin Burgundii Villiers-sur-Yonne plasuje się na 678. miejscu pod względem liczby ludności, natomiast pod względem powierzchni na miejscu 617.).